# Béla IV d'Ungheria
Béla IV d'Ungheria (Strigonio, 29 novembre 1206 – Buda, 3 maggio 1270) fu re d'Ungheria e di Croazia dal 1235 al 1270 e duca di Stiria dal 1254 al 1258.
Primogenito di Andrea II d'Ungheria, fu incoronato su iniziativa di un gruppo di influenti nobili durante la vita di suo padre nel 1214. Suo padre, che si oppose fermamente all'incoronazione di Béla, rifiutò di concedergli un comitato del regno magiaro da amministrare fino al 1220. In quell'anno, Béla fu nominato duca di Slavonia e la sua giurisdizione si estese anche alla Croazia e alla Dalmazia. Più o meno nello stesso periodo, Béla sposò Maria, figlia di Teodoro I Lascaris, imperatore di Nicea. Dal 1226 governò la Transilvania in veste di duca, incoraggiando le missioni cristiane tra i Cumani di fede pagana che abitavano nelle pianure a est di quella regione. Alcuni capi cumani riconobbero la sua sovranità, con il risultato che egli nel 1233 adottò il titolo di re di Cumania. Il re Andrea morì il 21 settembre 1235 e Béla gli succedette, tentando subito di ripristinare l'autorità reale diminuita per via delle politiche di suo padre. A tal fine, rivide la strategia di concessioni di feudi reali agli aristocratici magiari per garantirsi il loro sostegno. Nel tentativo di recuperare varie perdite economiche per le casse della corona, egli rivendicò gli antichi possedimenti reali, causando malcontento tra la nobiltà e il clero.
Il suo mandato coincise con uno dei periodi più neri della storia ungherese, l'invasione mongola del 1241. Gli aggressori assaltarono l'Ungheria e sbaragliarono l'esercito di Béla nella battaglia di Mohi l'11 aprile 1241. Fuggito dal campo degli scontri, il sovrano fu inseguito da un distaccamento mongolo che si spinse fino a Traù, sulla costa del mare Adriatico. Sebbene Béla sopravvivesse alla furia dei suoi nemici, i Mongoli imperversarono nel regno prima del loro improvviso ritiro nel marzo 1242, causando gravi danni. Béla introdusse riforme radicali per preparare l'Ungheria a un'ipotetica seconda invasione mongola. Per questo motivo, consentì agli aristocratici e ai prelati di erigere fortezze in pietra e di armare adeguatamente i loro piccoli eserciti personali. Promossa da una parte la creazione di fortificazioni che potessero meglio proteggere le città, dall'altra accolse con favore l'arrivo di migliaia di coloni giunti dal Sacro Romano Impero, dalla Polonia e da altre regioni vicine, in quanto ciò permise di ripopolare quelle terre che erano state devastate nel 1241 e nel 1242. Gli sforzi di Béla di ricostruire il suo lacerato regno gli valsero l'epiteto di "secondo fondatore dello Stato" (in ungherese második honalapító).
Il re ungherese diede vita a una grande alleanza difensiva contro i Mongoli, rivolgendosi in cerca di aiuto a Danilo Romanovič, principe di Galizia, Boleslao V il Casto, duca di Cracovia e altri principi ruteni e polacchi. I suoi alleati lo sostennero nell'occupazione del ducato di Stiria nel 1254, il quale passò però al re Ottocaro II di Boemia sei anni dopo. Durante il regno di Béla, vide la luce un'ampia zona cuscinetto lungo la frontiera meridionale dell'Ungheria nel 1250, che comprendeva la Bosnia, la Barancs (Braničevo, in Serbia) e altre regioni di recente conquistate.
Il rapporto di Béla con il suo primogenito ed erede, Stefano, divenne teso all'inizio degli anni 1260, in quanto l'anziano sovrano gli preferiva sua figlia Anna e il suo figlio più giovane, Béla, duca di Slavonia. Costretto a cedere a Stefano i territori del regno d'Ungheria a est del fiume Danubio, scoppiò una guerra civile trascinatasi dal 1264 al 1265. Nonostante le divisioni, Béla e la sua famiglia divennero noti per il loro carattere pio; egli morì infatti come membro del Terzo ordine regolare di San Francesco e la Santa Sede confermò la canonizzazione di tre sue figlie, ovvero Kinga, Iolanda e Margherita.

## Biografia

### Primi anni (1206-1220)

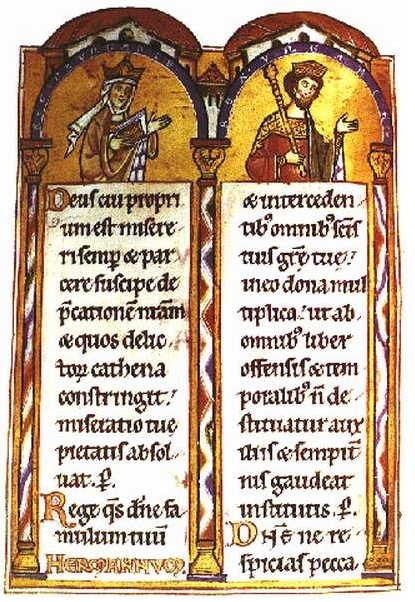
I genitori di Béla, Gertrude di Merania e Andrea II d'Ungheria, raffigurati nel Landgrafenpsalter del XIII secolo dal Langraviato di Turingia

Primogenito del re Andrea II d'Ungheria dalla sua prima moglie, Gertrude di Merania, Béla nacque nella seconda metà del 1206. Su iniziativa di re Andrea, papa Innocenzo III aveva già rivolto un appello ai prelati e ai baroni ungheresi affinché prestassero giuramento di fedeltà al futuro figlio del re.
La regina Gertrude mostrò un palese favoritismo nei confronti dei suoi parenti e cortigiani tedeschi, causando un diffuso malcontento tra i membri della nobiltà ungherese. Approfittando della campagna di suo marito in corso nel lontano Principato di Galizia, un gruppo di nobili addolorati la espugnò e la assassinò nelle foreste dei monti Pilis il 28 settembre 1213. Re Andrea punì solo uno dei cospiratori, un certo conte Pietro, dopo il suo ritorno da Oriente. Sebbene Béla fosse ancora un bambino quando sua madre fu assassinata, egli non la dimenticò mai e dichiarò il suo profondo rispetto per lei in molti dei suoi atti reali.
Andrea II promise in sposa Béla a una figlia dal nome ignoto dello zar Boril di Bulgaria nel 1213 o 1214, ma il loro fidanzamento fu rotto. Nel 1214, il re chiese al papa di scomunicare alcuni nobili che stavano ipotizzando di incoronare quale re Béla. Nonostante ciò, il bambino, che all'epoca aveva otto anni, fu incoronato sempre nel 1214, malgrado suo padre Andrea non gli concedesse una provincia da amministrare. Inoltre, quando partì per la Quinta crociata verso la Terra santa nell'agosto 1217, il re Andrea nominò Giovanni, arcivescovo di Strigonio, in veste di reggente ad interim durante la sua assenza. Durante questo lasso di tempo, Béla soggiornò presso lo zio materno Bertoldo di Merania a Steyr, nel Sacro Romano Impero. Andrea II fece ritorno dalla Terra santa soltanto alla fine del 1218. Nel corso della strada di ritorno, aveva organizzato il fidanzamento di Béla e Maria, figlia di Teodoro I Lascaris, imperatore di Nicea. La giovane nobildonna accompagnò il re Andrea in Ungheria e Béla la sposò nel 1220.

### Rex iunior

#### Duca di Slavonia (1220-1226)

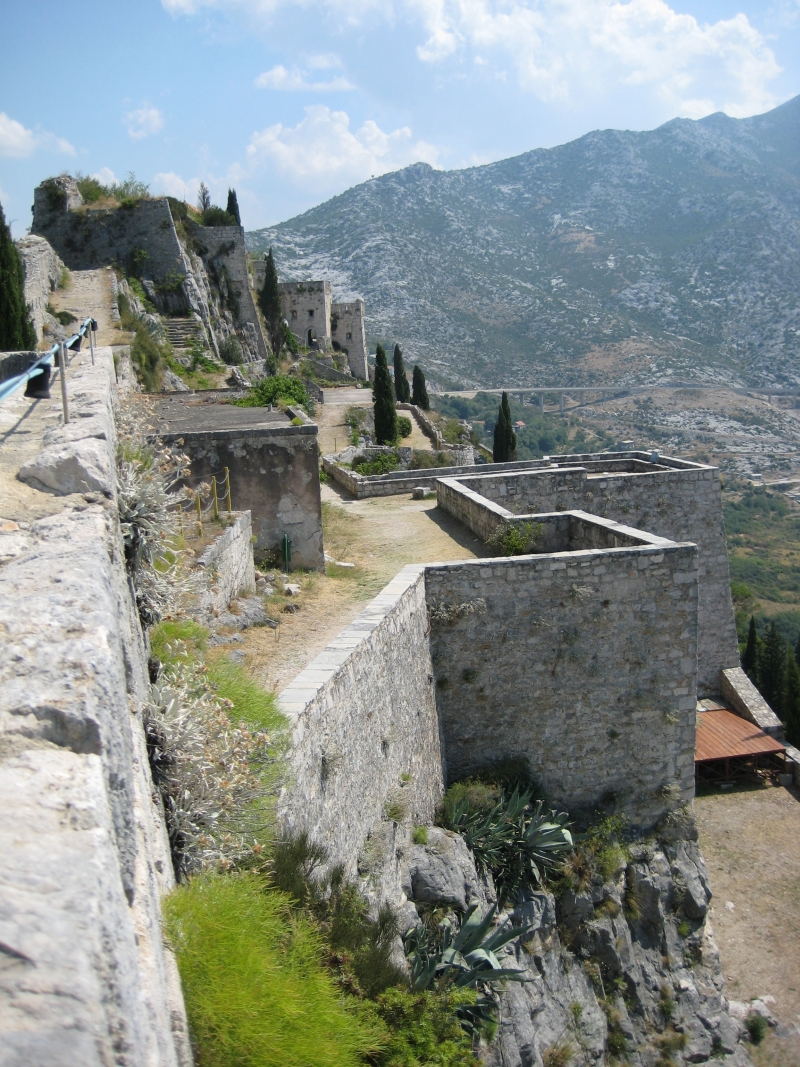
La fortezza di Clissa vista da ovest; Béla la sottrasse a Domaldo di Sidraga, un nobile dalmata ribelle nel 1223

Nel 1220 Andrea II, all'epoca quasi quarantacinquenne, cedette le terre tra il Mar Adriatico e il fiume Drava, ovvero la Croazia, Dalmazia e Slavonia, a Béla. Una lettera del 1222 di papa Onorio III rivela che «alcuni uomini malvagi» avevano costretto Andrea II a condividere i suoi possedimenti con il suo erede. Béla inizialmente si definiva «figlio di re Andrea e re» nelle sue carte; dal 1222 impiegò il titolo «per grazia di Dio, re, figlio del re d'Ungheria e duca di tutta la Slavonia».
Béla si separò dalla moglie nella prima metà del 1222 su richiesta del padre. Pur avendo fatto leva sulla non consumazione, papa Onorio rifiutò di dichiarare illegittimo il matrimonio. Béla accettò la decisione del pontefice e si rifugiò nel Austria per sfuggire alla collera del padre. Fece poi ritorno, insieme alla moglie, solo dopo che nella prima metà del 1223 i prelati convinsero il padre a perdonare il suo primogenito. Una volta raggiunto nuovamente il ducato di Slavonia, Béla lanciò una campagna contro Domaldo di Sidraga, un nobile dalmata ribelle, e sottrasse la sua fortezza, situata a Clissa. I domini di Domaldo furono confiscati e distribuiti tra i suoi rivali, ovvero i membri della discendenza dei Šubići, in virtù dell'assistenza fornita a Béla durante l'assedio.

#### Duca di Transilvania (1226-1235)
Il re Andrea ordinò a Béla di spostarsi dalla Slavonia alla Transilvania nel 1226. In Slavonia gli succedette suo fratello, Colomanno. In veste di duca di Transilvania, Béla adottò una politica espansionistica soprattutto verso i Carpazi. Sostenne inoltre le attività di proselitismo dei domenicani tra i Cumani, i quali si erano stanziati in quelle terre. Nel 1227 attraversò le montagne e incontrò Boricio, un capo cumano, che aveva deciso di convertirsi al cristianesimo. Al loro incontro, Boricio e i suoi sudditi furono battezzati e riconobbero la sovranità di Béla. Nel giro di un anno, fu costituita nelle loro terre la diocesi di Cumania.
Béla si era opposto da tempo alle «sovvenzioni perpetue inutili e superflue» compiute da suo padre, il quale aveva ceduto vari possedimenti reali agli aristocratici per garantirsi il loro sostegno indebolendo le entrate della corona e il potere del monarca stesso. Per questa ragione, cominciò a richiedere la restituzione di vari feudi ceduti da re Andrea nel 1228. Benché il papa avesse sostenuto gli sforzi di Béla, suo padre spesso ostacolò l'esecuzione degli ordini del figlio. Béla confiscò pure i possedimenti assegnati ai fratelli Simone e Michele Kacsics, rei di aver complottato contro sua madre.

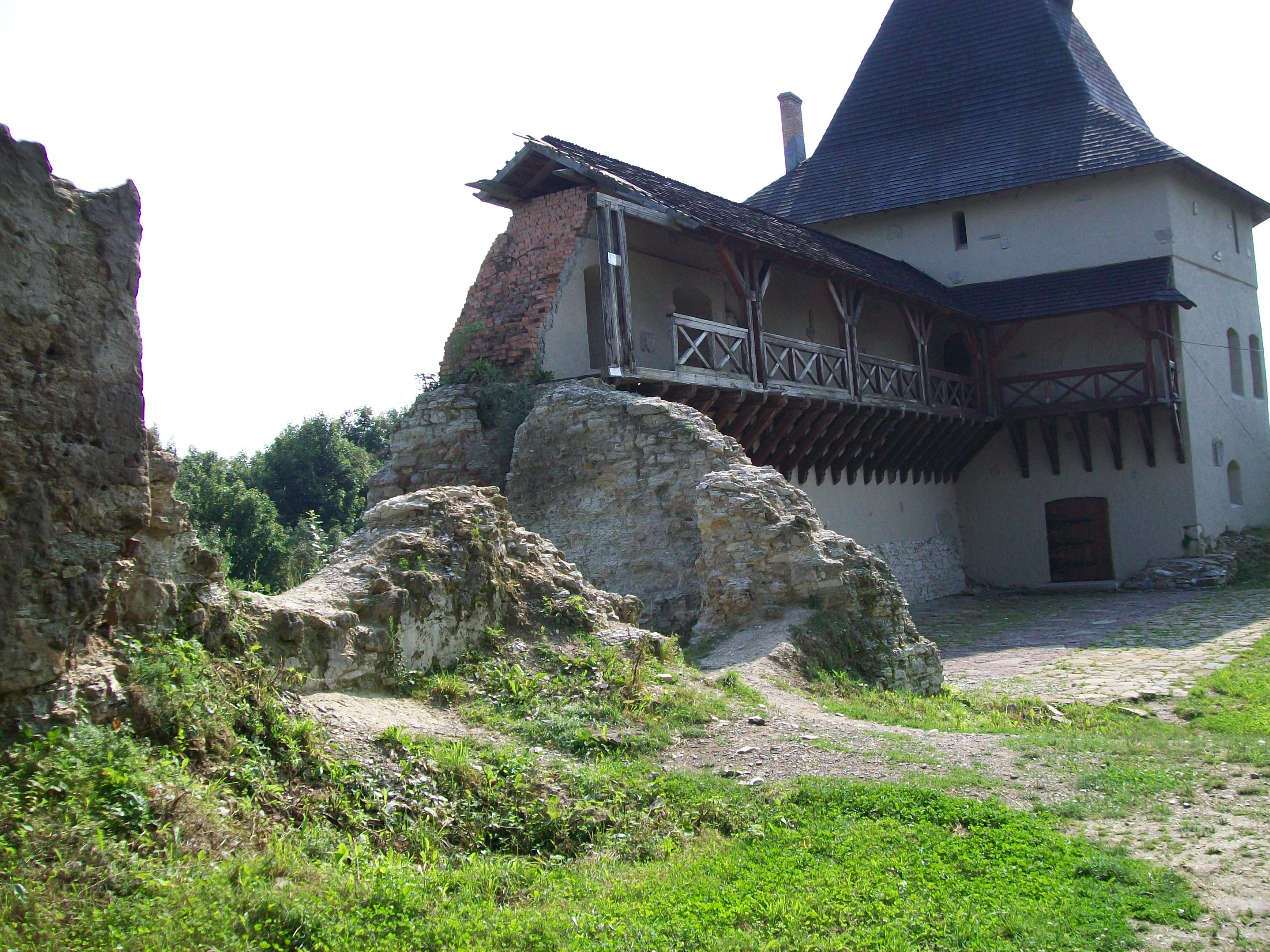
Rovine della fortezza di Halyč

Il fratello minore di Béla, Andrea, principe di Galizia, fu espulso dal quest'ultima regione nella primavera del 1229. Secondo la Cronaca di Galizia e Volinia, Béla decise di aiutarlo a riconquistare il trono, vantandosi con orgoglio che la città di Halyč «sarebbe stata cancellata dalla faccia della terra, poiché nessuno l'avrebbe salvata dal suo destino». Dopo aver attraversato i Carpazi, cinse d'assedio Halyč assieme ai gruppi di Cumani suoi alleati nel 1229 o 1230. Tuttavia, non fu in grado di impadronirsi della città e dovette ritirare le sue truppe. La Cronaca di Galizia e Volinia riferisce che molti soldati ungheresi «morirono soffrendo vari stenti» sulla strada verso la propria patria.
Béla invase la Bulgaria e assediò Vidin nel 1228 o 1232, ma così come in Galizia anche in quest'occasione non riuscì a conquistare la fortezza. Nello stesso periodo fondò una nuova provincia di confine, il Banato di Szörény (Severin, in Romania), tra i Carpazi e il Basso Danubio. In segno della sua sovranità nelle terre a est dei Carpazi, Béla adottò il titolo di «re di Cumania» nel 1233. Béla autorizzò la missione di frate Giuliano e di altri tre domenicani che decisero di giungere in visita dei discendenti degli Ungari che secoli prima erano rimasti in Magna Hungaria, la leggendaria patria di provenienza dei Magiari.

### Regno

#### Prima dell'invasione mongola (1235-1241)

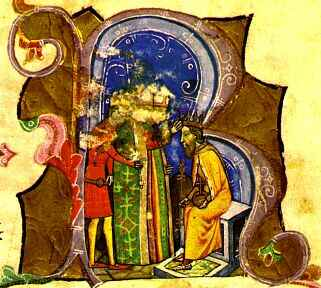
L'incoronazione di Béla in una miniatura tratta dalla Chronica Picta

Il re Andrea morì il 21 settembre 1235 e Béla gli subentrò senza che altri pretendenti si opponessero; l'incoronazione fu presenziata da Roberto, arcivescovo di Strigonio, ad Albareale il 14 ottobre. Una volta insediatosi, rimosse e riservò delle punizioni a molti dei consiglieri più stretti del padre. Ad esempio, fece accecare il palatino Denis e il grande proprietario terriero Julius Kán. Il primo fu accusato di avere intrecciato, nella vita di re Andrea, una relazione adulterina con Regina Beatrice, giovane vedova del re. Béla ordinò di imprigionare la donna, ma questa riuscì a fuggire nel Sacro Romano Impero, dove diede alla luce un figlio postumo, Stefano. Béla e suo fratello Colomanno ritennero sempre suo figlio un bastardo e non lo considerarono mai un discendente legittimo.
Salito al potere, Béla chiarì subito le sue priorità, sostenendo che fossero necessari «la riacquisizione dei diritti della corona» e «il ritorno alle condizioni sussistenti nel paese» durante il regno di suo nonno, Béla III. Secondo il contemporaneo Ruggero di Puglia, egli fece addirittura «bruciare le sedie dei baroni», al fine di impedire loro di sedere in sua presenza durante le riunioni del consiglio reale. Béla istituì delle commissioni speciali il cui scopo era quello di rivedere ogni documento reale delle concessioni fondiarie effettuate dopo il 1196. L'annullamento delle precedenti donazioni alienò molti dei suoi sudditi dal re. Papa Gregorio IX protestò con forza contro il ritiro delle sovvenzioni reali concesse ai cistercensi e agli ordini religiosi cavallereschi. In cambio della rinuncia di Béla alla ripresa dei possedimenti reali nel 1239, il pontefice lo autorizzò ad assumere ebrei e  musulmani (böszörmény) nell'amministrazione dell'erario nazionale, una decisione questa che per decenni era stata osteggiata dalla Santa Sede.
Dopo essere tornato dalla Magna Hungaria nel 1236, frate Giuliano informò Béla della pericolosità rappresentata dai Mongoli, i quali a quel tempo avevano raggiunto il fiume Volga e stavano progettando di dare luogo a un'invasione dell'Europa. I guerrieri asiatici si erano insediati stabilmente nel Desht-i Qipchaq, composto dalle regioni più occidentali della steppa eurasiatica, e avevano surclassato i Cumani. In fuga dai Mongoli, almeno 40.000 Cumani si avvicinarono ai confini orientali del regno d'Ungheria e chiesero di poter varcare le frontiere nel 1239. Béla accettò di concedere loro rifugio solo dopo che il comandante a cui si affidavano, Köten, promise di convertirsi insieme al suo popolo al cristianesimo e di combattere in caso di eventuale invasione mongola. Tuttavia, l'insediamento in massa di nomadi cumani nelle pianure lungo il fiume Tibisco innescò svariati conflitti tra loro e gli abitanti del villaggio locale. Béla, che aveva bisogno del sostegno militare dei Cumani, raramente li punì per le rapine, gli stupri e gli altri misfatti a cui presto si lasciarono andare gli stranieri. I suoi sudditi ungheresi pensavano che palesasse delle simpatie verso i Cumani, ragion per cui, come testimonia Ruggero di Puglia, «emerse dell'inimicizia tra il popolo e il re».
Béla sostenne a più riprese lo sviluppo dei centri abitati. A tal fine, confermò ad esempio i diritti dei cittadini di Albareale e concesse dei privilegi ai coloni magiari e tedeschi a Bars (oggi Starý Tekov, in Slovacchia) nel 1237. Zara, una città della Dalmazia persa a favore di Venezia nel 1202, riconoscendo la sovranità di Béla nel 1240.

#### Invasione mongola dell'Ungheria (1241-1242)
I Mongoli si radunarono nelle terre al confine tra l'Ungheria e la Polonia sotto il comando di Batu Khan nel dicembre del 1240. Essi avevano già chiesto a Béla, prima di scagliare l'attacco, di sottomettersi incondizionatamente al grande khan Ögödei, ma il re ungherese si rifiutò di cedere e fece fortificare i passi di montagna. I guerrieri mongoli sfondarono le barricate erette presso il passo di Verecke, oggi situato in Ucraina, il 12 marzo 1241.
Il duca Federico II d'Austria, arrivato per assistere Béla contro gli invasori, sconfisse un piccolo contingente mongolo vicino a Pest. Egli riuscì a fare alcuni prigionieri, compresi i Cumani delle steppe eurasiatiche che erano stati costretti a unirsi ai Mongoli. Quando i cittadini di Pest si resero conto della presenza dei Cumani nell'esercito invasore, si verificarono episodi di isteria di massa. I cittadini accusarono Köten e i Cumani al suo seguito di cooperare con il nemico, con il risultato che scoppiò una rivolta che portò la folla ungherese ad aggredire i nuovi arrivati nel regno. Non è noto se durante questi frangenti Köten morì perché fu vittima dei rivoltosi o perché si suicidò. Dopo aver appreso del destino di Köten, i suoi Cumani decisero di andarsene dall'Ungheria e distrussero molti villaggi sulla strada verso la penisola balcanica.

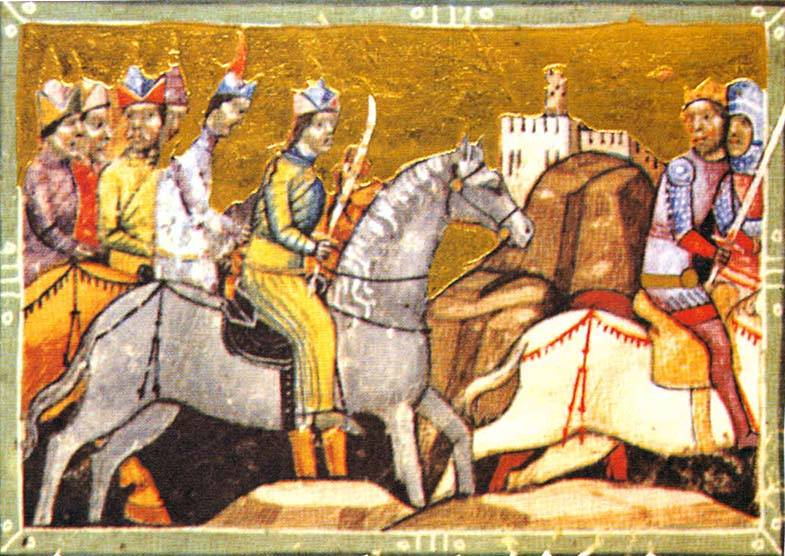
I Mongoli inseguono Béla dopo la sua catastrofica sconfitta nella battaglia di Mohi l'11 aprile 1241. Miniatura tratta dalla Chronica Picta

Con la partenza dei Cumani, Béla perse i suoi alleati più preziosi, considerando che rimane in grado di allestire al massimo un esercito che non raggiungeva le 60.000 unità. Le armate ungheresi erano mal addestrate e i suoi comandanti, spesso e volentieri gli aristocratici che avevano subito delle privazioni per via della politica restrittiva di Béla, «avrebbero preferito la sconfitta del re, in modo tale da ricambiare il dolore». L'esercito ungherese fu praticamente annientato nel corso della battaglia di Mohi sul fiume Sajó l'11 aprile 1241. Un grande numero di signori, prelati e nobili ungheresi furono uccisi e lo stesso Béla riuscì a scampare per miracolo dal campo degli scontri. Durante la sua fuga, si spostò da Nitra a Presburgo (oggi Bratislava, in Slovacchia). I Mongoli trionfanti occuparono e devastarono la maggior parte delle terre a est del Danubio entro la fine di giugno.
Su invito del duca Federico II d'Austria, Béla si recò a Hainburg an der Donau. Tuttavia, anziché aiutare Béla, il duca lo costrinse a cedere tre comitati (molto probabilmente Locsmánd, Pozsony e Sopron). Da Hainburg, Béla fuggì a Zagabria e inviò varie lettere a papa Gregorio IX, all'imperatore Federico II di Svevia, a re Luigi IX di Francia e ad altri monarchi dell'Europa occidentale, esortandoli a inviare rinforzi in Ungheria. Nella speranza di ottenere un aiuto militare, in giugno accettò persino di cedere la sovranità della sua terra all'imperatore Federico II. Il papa proclamò una crociata contro i Mongoli, ma nessun rinforzò arrivò mai in Ungheria.
I Mongoli, che avevano deciso di trascorrere l'inverno tra 1241 e 1242 nella grande pianura ungherese, attraversarono il Danubio ghiacciato all'inizio del 1242 e un distaccamento mongolo al comando di Kadan, figlio del grande khan Ögödei, inseguì Béla di città in città in Dalmazia. In cerca di un luogo sicuro dove poter resistere, Béla si rifugiò nella ben fortificata Traù. Prima che Kadan prendesse di mira la città a marzo, arrivò tuttavia la notizia della morte del gran khan. Batu Khan voleva partecipare all'elezione del successore di Ögödei con truppe sufficienti e ordinò il ritiro di tutte le forze mongole. Béla, come segno di riconoscenza verso Traù per avergli offerto asilo, ne estese i confini a scapito delle terre prima in mano a Spalato, innescando screzi che sarebbero durati a lungo tra le due città dalmate.

#### "Secondo fondatore dello Stato" (1242-1261)
Al suo ritorno in Ungheria nel maggio 1242, Béla trovò un regno che versava in una condizione di grandissima difficoltà. La devastazione fu particolarmente pesante nelle pianure orientali del Danubio, dove almeno la metà dei villaggi subì uno spopolamento. I razziatori mongoli avevano distrutto la maggior parte dei tradizionali centri di amministrazione, prima difesi da mura in terra e legno. Soltanto luoghi ben fortificati come Strigonio, Albareale e l'Abbazia di Pannonhalma riuscirono a resistere con successo all'assedio. La grave carestia che seguì nel 1242 e nel 1243 fu un'altra delle conseguenze che coinvolse gli ungheresi a seguito dell'invasione straniera.

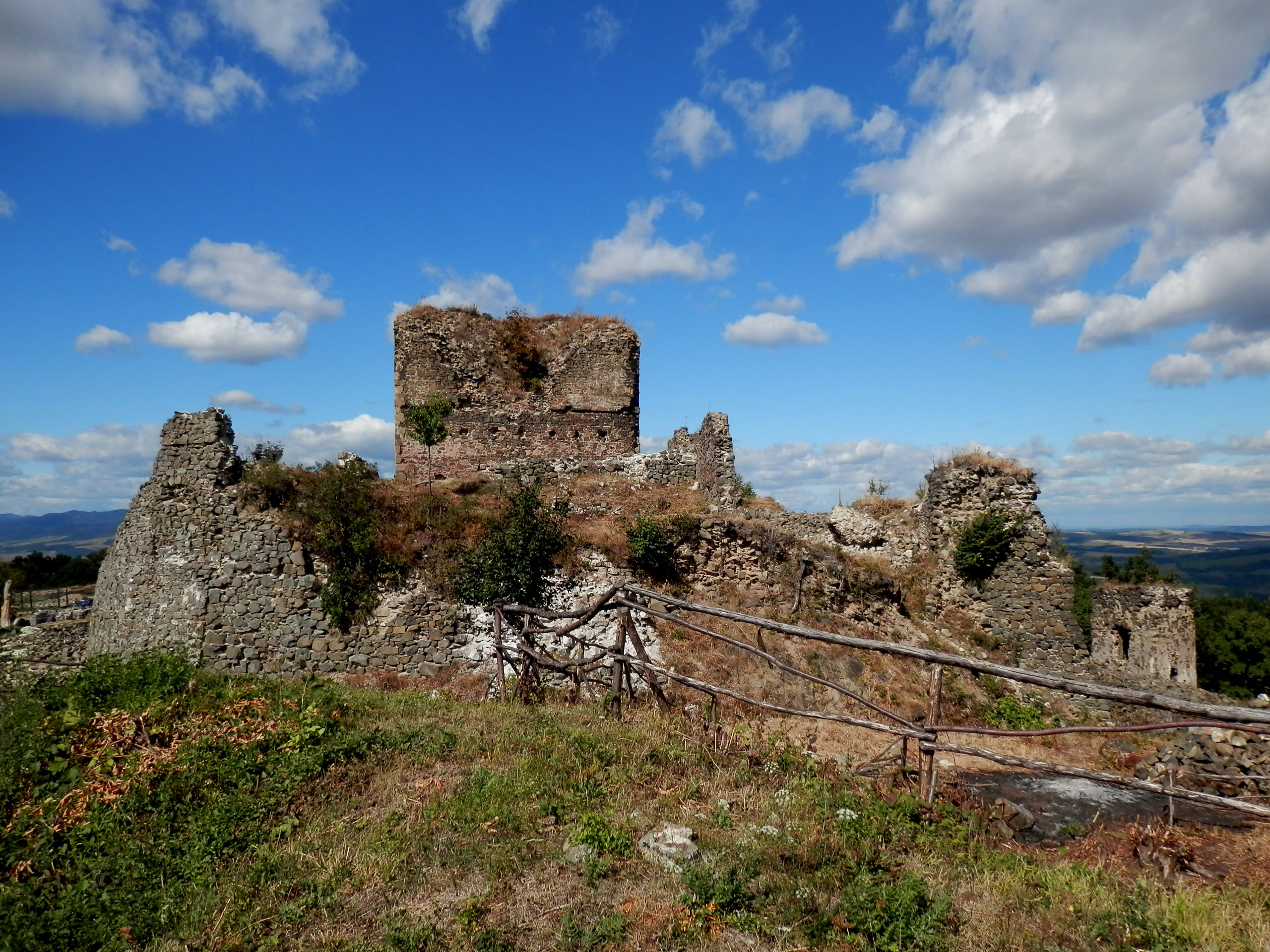
Rovine del castello di Sáros (odierna Veľký Šariš, in Slovacchia), una fortezza reale costruita durante il regno di Bela

Terrorizzato dal rischio di una seconda invasione mongola, Béla si concentrò in maniera seria sulla necessità di farsi trovare preparato. In una lettera spedita nel 1247 a papa Innocenzo IV, Béla annunciò il suo piano di rafforzamento del Danubio, il «fiume degli scontri», con nuove fortezze. Abrogata l'antica prerogativa che garantiva esclusivamente al re la facoltà di costruire e possedere castelli, egli promosse la realizzazione di quasi 100 nuove strutture difensive entro la fine del suo regno. Queste fortezze includevano un nuovo castello che Béla aveva costruito a Nagysáros (Veľký Šariš, Slovacchia) e un altro a Visegrád.
Béla tentò di aumentare il numero dei soldati a disposizione e di migliorare l'equipaggiamento disponibile. Egli effettuò delle concessioni di terre nelle regioni boscose e obbligò i nuovi proprietari terrieri a fornire cavalieri pesantemente corazzati e ben equipaggiati alle armate della corona. Ad esempio, i cosiddetti dieci nobili lancieri di Szepes (Spiš, in Slovacchia) ricevettero dei propri privilegi nel 1243. Inoltre, permise persino agli aristocratici e al clero di assumere dei nobili armati di rango minore, i quali in precedenza erano direttamente subordinati al sovrano e figuravano tra i fedelissimi (banderium). Béla concesse il banato di Szörény ai Cavalieri Ospitalieri il 2 giugno 1247, ma questi ultimi abbandonarono la regione entro il 1260.

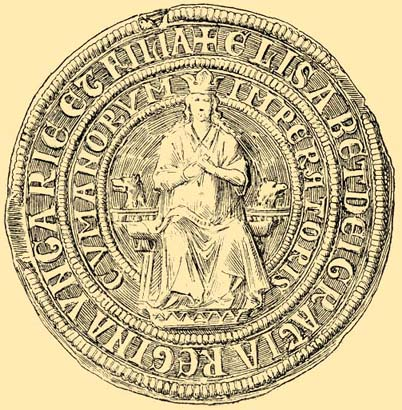
Sigillo della nuora di Béla, Elisabetta la Cumana

Per sostituire la perdita di almeno il 15% della popolazione, morta durante l'invasione mongola e la conseguente carestia, Béla promosse l'arrivo di coloni stranieri. Sempre per tale ragione, concesse pure libertà speciali ai coloni, inclusi alcuni diritti della persona e un trattamento fiscale favorevole. Tedeschi, Moravi, Polacchi, Ruteni e altri "ospiti" arrivarono dalle ragioni europee vicine e si stabilirono in regioni spopolate o scarsamente popolate. Convinse inoltre i Cumani, che nel 1241 avevano lasciato l'Ungheria, a tornare e stabilirsi nelle pianure lungo il fiume Tibisco. Per rinsaldare meglio i rapporti, organizzò il fidanzamento del suo figlio primogenito, Stefano, eletto re in età infantile o comunque prima del 1246, con Elisabetta, una figlia del capo cumano.
Béla estese i privilegi concessi ad Albareale a più di una ventina di insediamenti, promuovendone lo sviluppo in città autonome. Le libertà delle città minerarie in Alta Ungheria furono proclamate anch'esse durante il regno di Béla. A scopo difensivo, trasferì i cittadini di Pest su una collina del lato opposto del Danubio, Várhegy, nel 1248. Nel giro di due decenni la nuova città fortificata che vide la luce, Buda, divenne il più importante snodo commerciale dell'Ungheria. Béla concesse infine dei privilegi a Gradec, il centro fortificato di Zagabria, nel 1242 e li confermò nel 1266.
Il sovrano magiaro adottò una politica estera attiva subito dopo il ritiro dei guerrieri mongoli. Nella seconda metà del 1242 invase l'Austria e costrinse il duca Federico II a cedere i tre comitati a lui ceduti durante l'invasione mongola. La Repubblica di Venezia occupò invece Zara nell'estate del 1243. L'Ungheria dovette rinunciare a Zara il 30 giugno 1244, ma la città lagunare gli riconobbe un terzo delle entrate doganali dell'insediamento dalmata.
Gli sforzi di Béla volti a meglio difendersi da un'eventuale seconda invasione non potevano prescindere dalla costituzione di una coalizione internazionale in chiave difensiva. Per questo motivo, concesse tre delle sue figlie con dei principi i cui paesi apparivano esposti alla minaccia dei Mongoli. Rostislav Michajlovič, un pretendente al Principato di Galizia, fu il primo a celebrare le nozze, nel 1243, una delle figlie di Béla, Anna. Béla sostenne suo genero per invadere la Galizia nel 1245, ma l'avversario di Rostislav, Danilo Romanovič respinse il loro attacco.

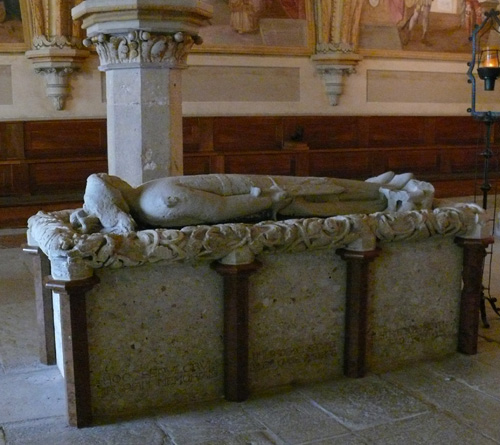
Tomba di Federico II di Babenberg, duca d'Austria, nell'Abbazia di Heiligenkreuz. L'austriaco morì combattendo contro gli ungheresi nella battaglia del fiume Leita il 15 giugno 1246

Il 21 agosto 1245, papa Innocenzo IV liberò Béla dal giuramento di fedeltà che aveva prestato all'imperatore Federico durante l'invasione mongola. L'anno successivo il duca Federico II d'Austria invase militarmente l'Ungheria. Pur essendo riuscito a sbaragliare l'esercito di Béla nel corso della battaglia del fiume Leita, il 15 giugno 1246, l'austriaco perì sul campo di battaglia. Poiché Federico non aveva avuto figli, come prevedibile scoppiarono diversi conflitti, in quanto sia sua nipote, Gertrude, sia sua sorella, Margherita, rivendicarono l'Austria e la Stiria. Béla decise di intervenire nella disputa solo dopo che il pericolo di una seconda invasione mongola apparve meno probabile verso la fine degli anni 1240. A titolo di rappresaglia per una vecchia incursione austriaca in Ungheria, Béla eseguì dei saccheggi in Austria e Stiria nell'estate del 1250. In quell'anno incontrò e concluse un trattato di pace con Danilo Romanovič, principe di Galizia, a Zólyom (attuale Zvolen, in Slovacchia). Con la mediazione di Béla, un figlio del suo nuovo alleato, Roman, celebrò le nozze con Gertrude di Babenberg.
Béla e Danilo Romanovič unirono le loro truppe e invasero l'Austria e la Moravia nel giugno 1252. A seguito del loro ritiro, Ottocaro, margravio di Moravia, che aveva sposato Margherita di Babenberg, invase e occupò l'Austria e la Stiria. Nell'estate del 1253, Béla lanciò una campagna contro la Moravia e cinse d'assedio Olomouc. Danilo Romanovič, Boleslao V il Casto di Cracovia e Ladislao I di Opole intervennero a favore del re ungherese, ma questi desistette dall'attacco entro la fine di giugno. Papa Innocenzo IV intervenne e mediò un trattato di pace che fu firmato a Presburgo (Bratislava, in Slovacchia) il 1º maggio 1254. In conformità con l'intesa, Ottocaro, che nel frattempo era diventato re di Boemia, cedette la Stiria a Béla.

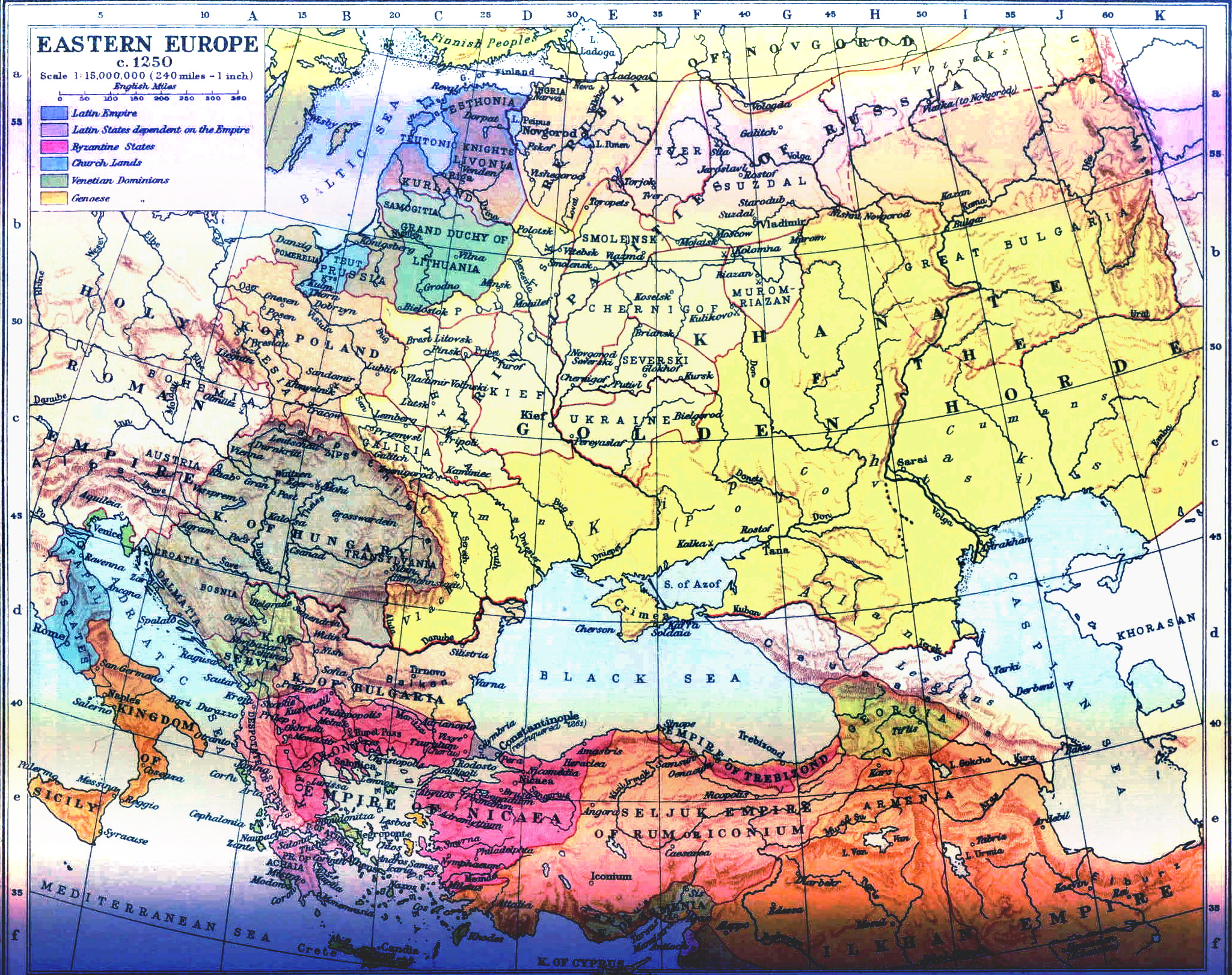
L'Europa orientale nella seconda metà del XIII secolo

Béla nominò suo genero, Rostislav Mikhailovič bano di Macsó (Mačva, in Serbia) nel 1254. Il compito di Rostislav riguardava la costituzione di una zona cuscinetto lungo i confini meridionali. Egli invase la Bosnia già nell'anno della sua nomina e costrinse lo zar Michele Asen I di Bulgaria a cedere Belgrado e Barancs (Braničevo, in Serbia) nel 1255. Béla adottò il titolo di re di Bulgaria, ma lo impiegò solo occasionalmente negli anni successivi.
I nobili stiriani insorsero apertamente contro il governatore di Béla, Stefano I Gutkeled, e lo costrinsero ad andarsene all'inizio del 1258. Il re magiaro invase la Stiria, ripristinò la sua sovranità e nominò il suo figlio maggiore, Stefano, duca della regione. Nel 1259, il successore di Batu Khan, Berke, propose un'alleanza offrendo di sposare una delle sue figlie con un figlio di Béla, ma questi rifiutò l'offerta.
Insoddisfatti del governo del figlio di Béla, i signori della Stiria chiesero assistenza a Ottocaro di Boemia. Béla e i suoi alleati, ovvero Danilo Romanovič, Boleslao V il Casto e Leszek II il Nero, invasero la Moravia, finendo però sconfitti da Ottocaro nella battaglia di Kressenbrunn il 12 giugno 1260. La sconfitta costrinse Béla a rinunciare alla Stiria a favore del re di Boemia, come pattuito nella pace di Vienna del 31 marzo 1261. D'altra parte, Ottocaro divorziò dalla sua anziana moglie, Margherita di Babenberg, e sposò la nipote di Béla, la figlia di Rostislav Mikhailovič da Anna-Cunegonda.
Béla aveva inizialmente pianificato di concedere la figlia più giovane, Margherita, in sposa al re Ottocaro. Tuttavia, Margherita, che aveva vissuto nel Monastero della Beata Vergine sull'isola dei Conigli, rifiutò di cedere. Con l'aiuto del suo confessore domenicano, egli emise i voti religiosi finali che le impedirono il matrimonio. Infuriato per questo atto, il re, che fino a quel momento aveva preso le parti dei domenicani, negli anni successivi favorì i francescani. Egli stesso divenne membro del Terzo ordine regolare di San Francesco, come riferisce la Leggenda Maggiore relativa alla sua santa sorella, Elisabetta.

#### Instabilità interna e guerra civile (1261-1266)

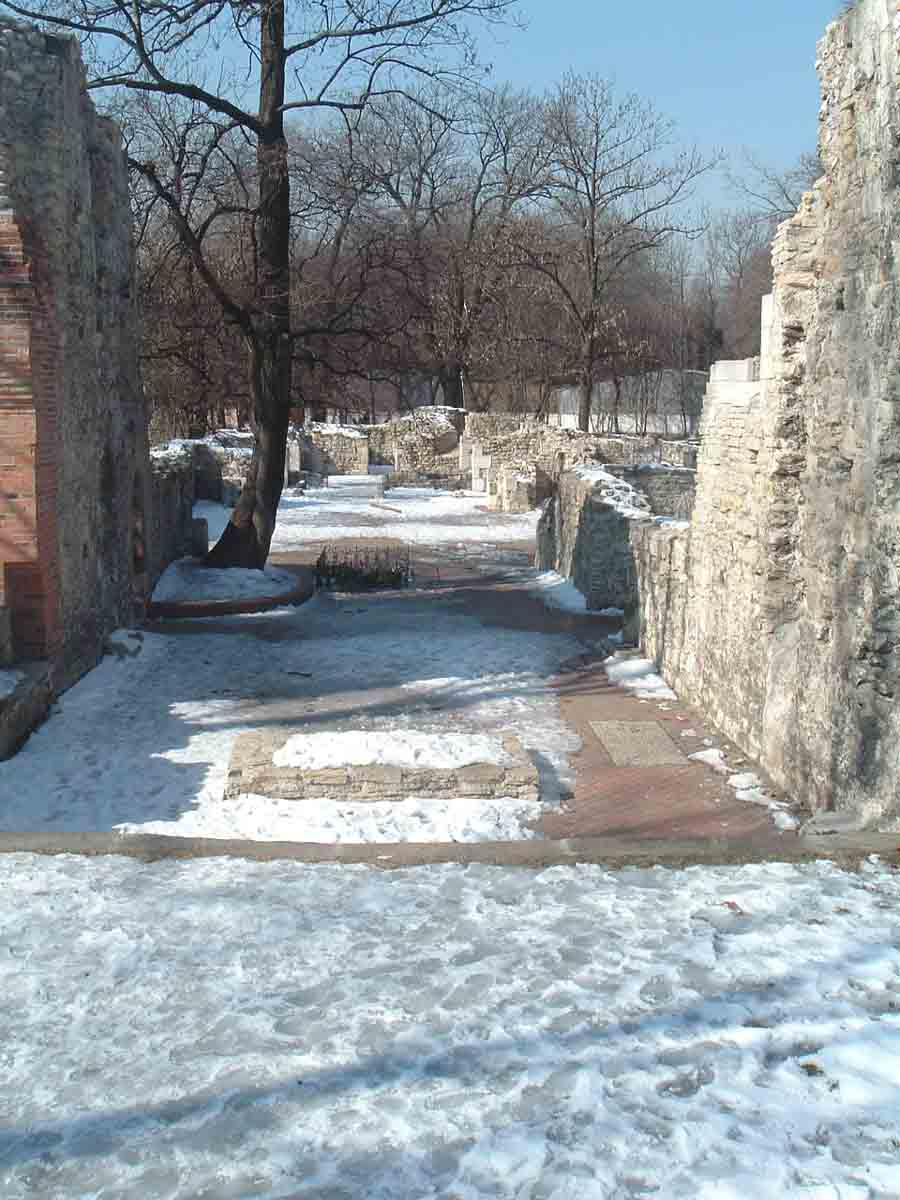
Rovine del Monastero domenicano della Beata Vergine presso l'isola dei Conigli (isola Margherita, Budapest), dove il 23 marzo 1266 fu firmato il trattato di pace che pose fine alla guerra civile tra Béla e suo figlio, Stefano

Béla e suo figlio Stefano invasero insieme la Bulgaria nel 1261, costringendo lo zar Costantino I ad abbandonare la regione di Vidin. Béla tornò in Ungheria prima della fine della campagna, che portò poi avanti suo figlio.
Il favoritismo del re magiaro nei confronti di suo figlio minore e omonimo Béla, nominato duca di Slavonia, e della figlia, Anna, suscitò le ire di Stefano. La rabbia nasceva dal fatto che quest'ultimo sospettava che suo padre stesse progettando di diseredarlo. Nel momento in cui si riferiva alle radici del suo conflitto con il padre, Stefano menzionava spesso nei suoi documenti di aver «subito una grave persecuzione» dai suoi «genitori senza meritarsela». Sebbene in autunno si verificarono alcuni scontri, la mediazione degli arcivescovi Filippo di Strigonio e Smaragd di Kalocsa evitò lo scoppio di una guerra civile, poiché Béla e suo figlio furono convinti a giungere a un compromesso. Ai sensi della pace di Presburgo del 1262, i due divisero il paese lungo il Danubio: le terre a ovest del fiume rimasero sotto il dominio diretto di Béla, mentre quelli a est restavano in capo a Stefano, il re minore.
Benché fosse stato scongiurato il peggio, il rapporto tra padre e figlio rimase teso. Stefano si impadronì dei possedimenti di sua madre e sua sorella che erano situati nel suo regno a est del fiume Danubio. Al comando di Anna, l'esercito di Béla attraversò il Danubio nell'estate del 1264 e, a seguito dell'occupazione di Sárospatak, catturò la moglie e i figli di Stefano. Un distaccamento dell'esercito della corona, al comando del giudice reale di Béla Lorenzo, costrinse Stefano a ritirarsi fino alla fortezza di Feketehalom (Codlea, in Romania), localizzata nell'angolo più orientale della Transilvania. I sostenitori del re minore gli concessero il possesso del castello e da lì, in autunno, egli fu in grado di iniziare un contrattacco. Nella decisiva battaglia di Isaszeg, Stefano sconfisse l'esercito di suo padre nel marzo 1265.
Ancora una volta, i due arcivescovi Filippo di Strigonio e Smaragd di Kalocsa continuarono a condurre le trattative tra Béla e suo figlio. Il loro accordo fu firmato nel Monastero domenicano della Beata Vergine sull'isola dei Conigli (isola Margherita, Budapest) il 23 marzo 1266. Il nuovo trattato confermava la divisione del paese lungo il Danubio e regolava molti aspetti della coesistenza del regnum di Béla e del regimen di Stefano, inclusa la riscossione delle tasse e il diritto alla libera circolazione dei cittadini comuni.

#### Ultimi anni (1266-1270)

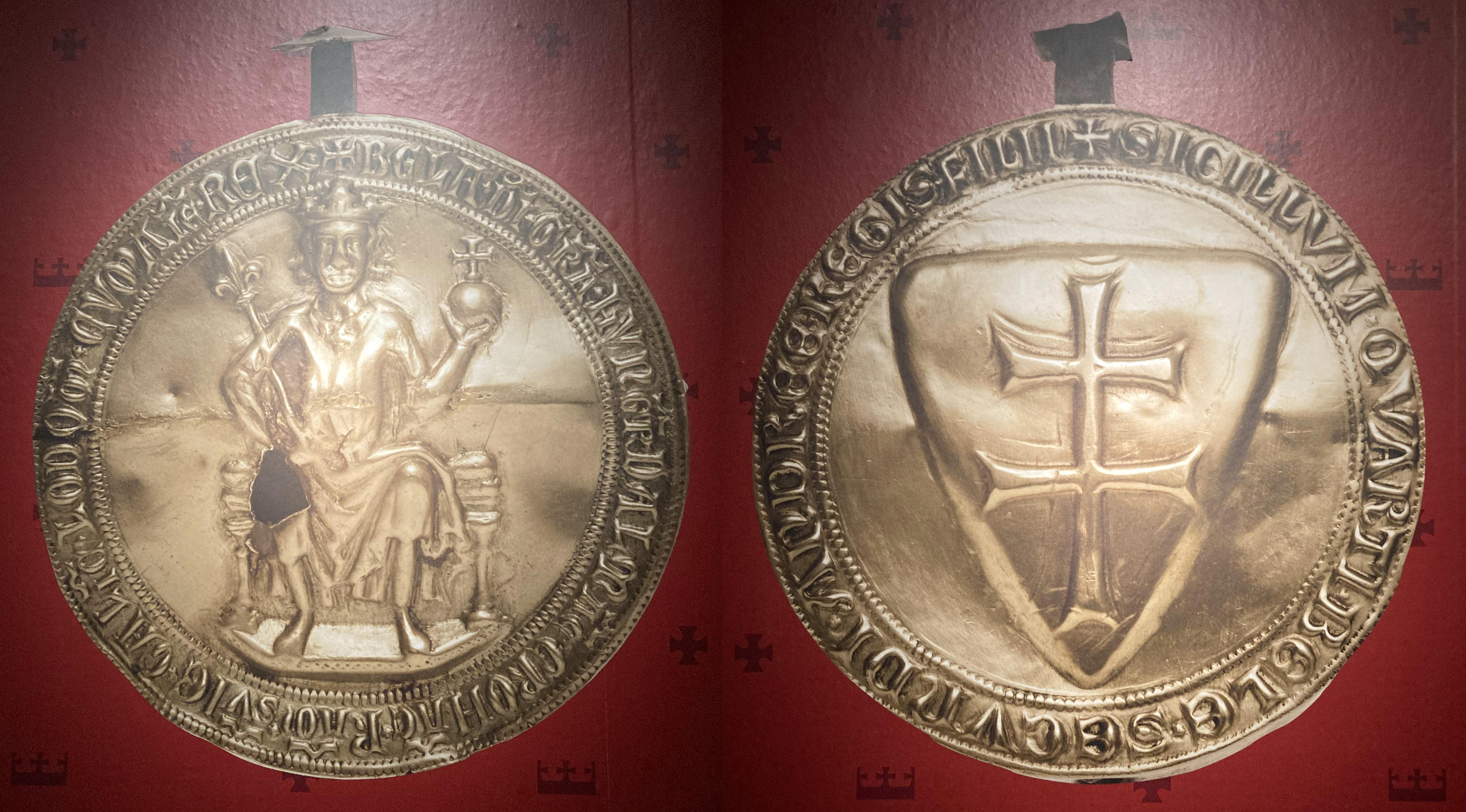
Il sigillo di Béla riportato sulla sua Bolla d'oro

Nel 1267, i servientes regis, che soltanto da quell'anno divennero finalmente conosciuti con la denominazione di nobili, si riunirono a Strigonio raggiungendola sia dai territori dell'anziano re sia da quelli di suo figlio. Su loro richiesta, Béla e Stefano confermarono congiuntamente i loro privilegi, che era stato enunciato per la prima volta nella Bolla d'oro del 1222 di Andrea II d'Ungheria, prima del 7 settembre. Poco dopo l'incontro, Béla incaricò quattro nobili di ogni comitato di rivedere i diritti di proprietà in Transdanubio.
Re Stefano Uroš I di Serbia invase il banato di Macsó, una regione sotto il governo della figlia vedova di Béla, Anna. L'esercito reale ungherese mise presto in rotta gli invasori e fu capace di far prigioniero Stefano Uroš. Il monarca serbo fu costretto a pagare un riscatto prima di essere rimesso in libertà.
Il figlio prediletto del sovrano, il suo omonimo Béla, morì nell'estate del 1269, mentre 18 gennaio 1270 la stessa sorte toccò alla figlia più giovane del re ungherese, santa Margherita. Di lì a poco, Béla si ammalò e le sue condizioni di salute peggiorarono in tempi rapidi. Sul letto di morte, chiese a suo nipote e re Ottocaro II di Boemia di assistere sua moglie, sua figlia e i principali sostenitori della corona, qualora essi fossero stati costretti a lasciare l'Ungheria per via delle intemperanze di suo figlio Stefano. Béla spirò sull'isola dei Conigli il 3 maggio 1270 all'età di sessantatré anni, un numero molto alto se si considera la media della vita vissuta dai membri della dinastia degli Arpadi. Fu sepolto nella chiesa francescana di Strigonio, ma l'arcivescovo Filippo fece trasferire le sue spoglie nella cattedrale cittadina. I Frati Minori riuscirono a riottenere la custodia dei resti di Béla solo a seguito di una lunga controversia giudiziaria.
Béla IV d'Ungheria lasciò a suo figlio, Stefano, un regno prospero, risanato e fortificato nel giro di ventotto anni. Béla concluse con successo l'alleanza tra le casate degli Arpadi e degli Angioini con un contratto di matrimonio reciproco. Nell'ultimo anno di vita del re, nel dicembre 1269, Bernardo Aiglerio, abate di Montecassino, visitò l'Ungheria in veste di delegato di re Carlo I d'Angiò. Egli riferì con entusiasmo al suo signore sulla corte di Béla quanto segue:

## Ascendenza
|                       |                     |                        | Genitori                                   |  |  | Nonni |  |  | Bisnonni           |  |  | Trisnonni          |  |
|                       |                     |                        |                                            |  |  |       |  |  | Géza II d'Ungheria |  |  | Béla II d'Ungheria |  |
|                       |                     |                        |                                            |  |  |       |  |  | Géza II d'Ungheria |  |  | Béla II d'Ungheria |  |
|                       |                     | Elena di Rascia        |                                            |  |  |       |  |  | Géza II d'Ungheria |  |  |                    |  |
| Béla III d'Ungheria   |                     |                        |                                            |  |  |       |  |  | Géza II d'Ungheria |  |  |                    |  |
|                       |                     | Efrosin'ja Mstislavna  | Mstislav I di Kiev                         |  |  |       |  |  |                    |  |  |                    |  |
|                       |                     | Efrosin'ja Mstislavna  | Mstislav I di Kiev                         |  |  |       |  |  |                    |  |  |                    |  |
|                       |                     | Efrosin'ja Mstislavna  | Ljubava Dmitr'evna                         |  |  |       |  |  |                    |  |  |                    |  |
| Andrea II d'Ungheria  |                     | Efrosin'ja Mstislavna  |                                            |  |  |       |  |  |                    |  |  |                    |  |
|                       |                     | Rinaldo di Châtillon   | Enrico di Châtillon                        |  |  |       |  |  |                    |  |  |                    |  |
|                       |                     | Rinaldo di Châtillon   | Enrico di Châtillon                        |  |  |       |  |  |                    |  |  |                    |  |
|                       |                     | Rinaldo di Châtillon   | …                                          |  |  |       |  |  |                    |  |  |                    |  |
| Agnese d'Antiochia    |                     | Rinaldo di Châtillon   |                                            |  |  |       |  |  |                    |  |  |                    |  |
|                       |                     | Costanza d'Antiochia   | Boemondo II d'Antiochia                    |  |  |       |  |  |                    |  |  |                    |  |
|                       |                     | Costanza d'Antiochia   | Boemondo II d'Antiochia                    |  |  |       |  |  |                    |  |  |                    |  |
|                       |                     | Costanza d'Antiochia   | Alice di Antiochia                         |  |  |       |  |  |                    |  |  |                    |  |
| Béla IV d'Ungheria    |                     | Costanza d'Antiochia   |                                            |  |  |       |  |  |                    |  |  |                    |  |
|                       | Bertoldo I d'Istria | Bertoldo II di Andechs |                                            |  |  |       |  |  |                    |  |  |                    |  |
|                       | Bertoldo I d'Istria | Bertoldo II di Andechs |                                            |  |  |       |  |  |                    |  |  |                    |  |
|                       | Bertoldo I d'Istria | Sofia di Carniola      |                                            |  |  |       |  |  |                    |  |  |                    |  |
| Bertoldo IV d'Andechs | Bertoldo I d'Istria |                        |                                            |  |  |       |  |  |                    |  |  |                    |  |
|                       |                     | Edvige di Wittelsbach  | Ottone IV di Wittelsbach                   |  |  |       |  |  |                    |  |  |                    |  |
|                       |                     | Edvige di Wittelsbach  | Ottone IV di Wittelsbach                   |  |  |       |  |  |                    |  |  |                    |  |
|                       |                     | Edvige di Wittelsbach  | Heilika di Pettendorf-Lengenfeld-Hopfenohe |  |  |       |  |  |                    |  |  |                    |  |
| Gertrude di Merania   |                     | Edvige di Wittelsbach  |                                            |  |  |       |  |  |                    |  |  |                    |  |
|                       |                     | Dedi III di Lusazia    | Corrado di Meißen                          |  |  |       |  |  |                    |  |  |                    |  |
|                       |                     | Dedi III di Lusazia    | Corrado di Meißen                          |  |  |       |  |  |                    |  |  |                    |  |
|                       |                     | Dedi III di Lusazia    | Luitgarda di Ravenstein                    |  |  |       |  |  |                    |  |  |                    |  |
| Agnese di Rochlitz    |                     | Dedi III di Lusazia    |                                            |  |  |       |  |  |                    |  |  |                    |  |
|                       |                     | Matilde di Heinsberg   | …                                          |  |  |       |  |  |                    |  |  |                    |  |
|                       |                     | Matilde di Heinsberg   | …                                          |  |  |       |  |  |                    |  |  |                    |  |
|                       |                     | Matilde di Heinsberg   | …                                          |  |  |       |  |  |                    |  |  |                    |  |
|                       |                     | Matilde di Heinsberg   |                                            |  |  |       |  |  |                    |  |  |                    |  |

## Discendenza

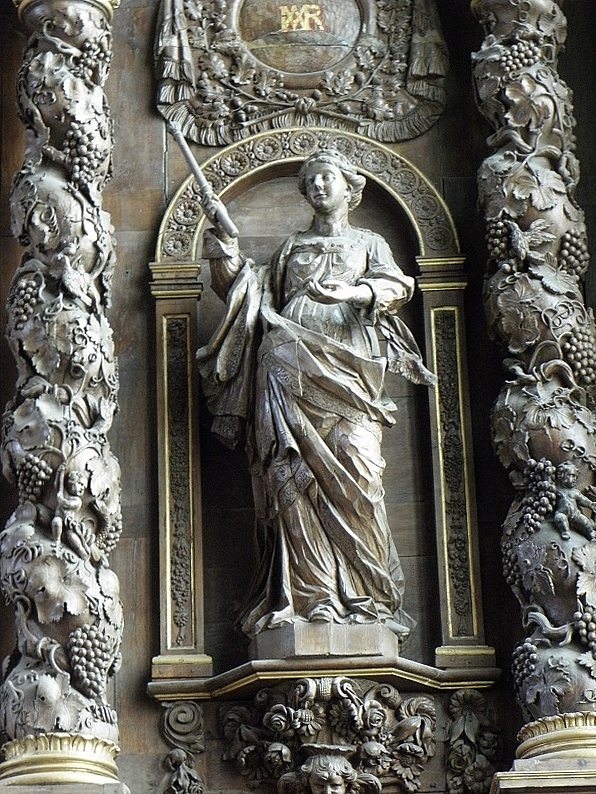
Statua della figlia più giovane di Béla, Margherita, morta come suora domenicana e canonizzata nel 1943. Chiesa dei Frati Minori di Saint-Pol-de-Léon, Francia

La moglie di Béla, Maria Lascaris, nacque secondo lo storico Gyula Kristó nata nel 1207 o 1208, mentre morì nel luglio o nell'agosto del 1270. La loro prima figlia, Kinga, nacque nel 1224, quattro anni dopo il matrimonio dei suoi genitori. La nobildonna sposò Boleslao V il Casto, il duca di Cracovia, nel 1246.
Una seconda figlia, Margherita, nacque dopo Kinga intorno al 1225 e morì celibe prima del 1242. La terza discendente di sesso femminile, Anna, nacque intorno al 1226. Lei e suo marito, Rostislav Michajlovič, erano tenuti in particolare considerazione da Béla. Il suo pronipote Venceslao, nipote di sua figlia Cunegonda e del re Ottocaro II di Boemia, fu sovrano d'Ungheria dal 1301 al 1305.
La quarta figlia di Béla, Caterina, morì celibe prima del 1242. La successiva discendente, Elisabetta, fu data in sposa a Enrico XIII, duca di Baviera intorno al 1245. Suo figlio, Ottone fu incoronato re d'Ungheria nel 1305, ma fu costretto a lasciare il paese entro la fine del 1307. La sesta figlia di Béla, Costanza, sposò, intorno al 1251, Leone Danilovič, secondogenito del principe Danilo Romanovič di Galizia. La settima figlia di Béla, Iolanda, divenne la moglie di Boleslao il Pio, duca della Grande Polonia.
Il primo figlio di sesso maschile di Béla, Stefano, nacque nel 1239 e successe a suo padre nel ruolo di monarca. La figlia minore di Béla, Margherita, nacque mentre era in corso l'invasione mongola nel 1242. Sin dal principio la giovane fu instradata per compiere un cammino religioso, ragion per cui trascorse la sua vita nel Monastero della Beata Vergine sull'isola dei Conigli e morì come suora domenicana. Il figlio più giovane e omonimo del re, Béla, nacque intorno al 1243 e 1250.
La Leggenda Maggiore di Santa Elisabetta d'Ungheria (sorella di Béla) descriveva la famiglia di Béla come pia e amena. Nel testo si legge che la «beata famiglia reale degli ungheresi è contornata di risplendenti perle che irradiano tutta la Terra». La Santa Sede, dal canto suo, concluse il processo di canonizzazione di tre figlie di Béla e di sua moglie: nell'ordine, Cunegonda fu beatificata nel 1690, Iolanda nel 1827 e Margherita nel 1943. Anche la quarta figlia, Costanza, divenne oggetto di un culto locale a Leopoli, in Ucraina, secondo la Leggenda di sua sorella, Cunegonda.
Il seguente albero genealogico presenta la progenie di Béla e alcuni dei suoi parenti menzionati nell'articolo.
|                                     |                                     |                                              |                                              |                                              |                                              |                                              |                                              |                      |                      |                                            |                                            |                                            |                                            |                                            |                                            |                                 |                                 | Andrea II d'Ungheria ∞(1)Gertrude di Merania ∞(2)Iolanda di Courtenay ∞(3)Beatrice d'Este |                                 |                                 |                                 |                  |                  |                                 |                                 |                                                  |                                                  |                                                  |                                                  |                                                  |                                                  |                                    |                                    |                                    |                                    |                                    |                                    |  |  |                           |                           |                           |                           |                           |                           |  |  |  |  |  |  |  |  |  |  |  |  |  |  |  |  |  |  |  |  |  |  |  |  |  |  |  |  |  |  |  |  |  |  |  |  |  |  |  |  |
|                                     |                                     |                                              |                                              |                                              |                                              |                                              |                                              |                      |                      |                                            |                                            |                                            |                                            |                                            |                                            |                                 |                                 |                                                                                           |                                 |                                 |                                 |                  |                  |                                 |                                 |                                                  |                                                  |                                                  |                                                  |                                                  |                                                  |                                    |                                    |                                    |                                    |                                    |                                    |  |  |                           |                           |                           |                           |                           |                           |  |  |  |  |  |  |  |  |  |  |  |  |  |  |  |  |  |  |  |  |  |  |  |  |  |  |  |  |  |  |  |  |  |  |  |  |  |  |  |  |
|                                     |                                     |                                              |                                              |                                              |                                              |                                              |                                              |                      |                      |                                            |                                            |                                            |                                            |                                            |                                            |                                 |                                 |                                                                                           |                                 |                                 |                                 |                  |                  |                                 |                                 |                                                  |                                                  |                                                  |                                                  |                                                  |                                                  |                                    |                                    |                                    |                                    |                                    |                                    |  |  |                           |                           |                           |                           |                           |                           |  |  |  |  |  |  |  |  |  |  |  |  |  |  |  |  |  |  |  |  |  |  |  |  |  |  |  |  |  |  |  |  |  |  |  |  |  |  |  |  |
| (1) Béla IV ∞Maria Lascaris         | (1) Béla IV ∞Maria Lascaris         | (1) Béla IV ∞Maria Lascaris                  | (1) Béla IV ∞Maria Lascaris                  | (1) Béla IV ∞Maria Lascaris                  | (1) Béla IV ∞Maria Lascaris                  |                                              |                                              | (1) Santa Elisabetta | (1) Santa Elisabetta | (1) Santa Elisabetta                       | (1) Santa Elisabetta                       | (1) Santa Elisabetta                       | (1) Santa Elisabetta                       |                                            |                                            | (1) Colomanno, duca di Slavonia | (1) Colomanno, duca di Slavonia | (1) Colomanno, duca di Slavonia                                                           | (1) Colomanno, duca di Slavonia | (1) Colomanno, duca di Slavonia | (1) Colomanno, duca di Slavonia |                  |                  | (1) Andrea, principe di Galizia | (1) Andrea, principe di Galizia | (1) Andrea, principe di Galizia                  | (1) Andrea, principe di Galizia                  | (1) Andrea, principe di Galizia                  | (1) Andrea, principe di Galizia                  |                                                  |                                                  | (1) e (2) due figlie               | (1) e (2) due figlie               | (1) e (2) due figlie               | (1) e (2) due figlie               | (1) e (2) due figlie               | (1) e (2) due figlie               |  |  | (3) Stefano il Postumo    | (3) Stefano il Postumo    | (3) Stefano il Postumo    | (3) Stefano il Postumo    | (3) Stefano il Postumo    | (3) Stefano il Postumo    |  |  |  |  |  |  |  |  |  |  |  |  |  |  |  |  |  |  |  |  |  |  |  |  |  |  |  |  |  |  |  |  |  |  |  |  |  |  |  |  |
| (1) Béla IV ∞Maria Lascaris         | (1) Béla IV ∞Maria Lascaris         | (1) Béla IV ∞Maria Lascaris                  | (1) Béla IV ∞Maria Lascaris                  | (1) Béla IV ∞Maria Lascaris                  | (1) Béla IV ∞Maria Lascaris                  |                                              |                                              | (1) Santa Elisabetta | (1) Santa Elisabetta | (1) Santa Elisabetta                       | (1) Santa Elisabetta                       | (1) Santa Elisabetta                       | (1) Santa Elisabetta                       |                                            |                                            | (1) Colomanno, duca di Slavonia | (1) Colomanno, duca di Slavonia | (1) Colomanno, duca di Slavonia                                                           | (1) Colomanno, duca di Slavonia | (1) Colomanno, duca di Slavonia | (1) Colomanno, duca di Slavonia |                  |                  | (1) Andrea, principe di Galizia | (1) Andrea, principe di Galizia | (1) Andrea, principe di Galizia                  | (1) Andrea, principe di Galizia                  | (1) Andrea, principe di Galizia                  | (1) Andrea, principe di Galizia                  |                                                  |                                                  | (1) e (2) due figlie               | (1) e (2) due figlie               | (1) e (2) due figlie               | (1) e (2) due figlie               | (1) e (2) due figlie               | (1) e (2) due figlie               |  |  | (3) Stefano il Postumo    | (3) Stefano il Postumo    | (3) Stefano il Postumo    | (3) Stefano il Postumo    | (3) Stefano il Postumo    | (3) Stefano il Postumo    |  |  |  |  |  |  |  |  |  |  |  |  |  |  |  |  |  |  |  |  |  |  |  |  |  |  |  |  |  |  |  |  |  |  |  |  |  |  |  |  |
|                                     |                                     |                                              |                                              |                                              |                                              |                                              |                                              |                      |                      |                                            |                                            |                                            |                                            |                                            |                                            |                                 |                                 |                                                                                           |                                 |                                 |                                 |                  |                  |                                 |                                 |                                                  |                                                  |                                                  |                                                  |                                                  |                                                  |                                    |                                    |                                    |                                    |                                    |                                    |  |  |                           |                           |                           |                           |                           |                           |  |  |  |  |  |  |  |  |  |  |  |  |  |  |  |  |  |  |  |  |  |  |  |  |  |  |  |  |  |  |  |  |  |  |  |  |  |  |  |  |
| Santa Kinga ∞Boleslao V di Cracovia | Santa Kinga ∞Boleslao V di Cracovia | Santa Kinga ∞Boleslao V di Cracovia          | Santa Kinga ∞Boleslao V di Cracovia          | Santa Kinga ∞Boleslao V di Cracovia          | Santa Kinga ∞Boleslao V di Cracovia          |                                              |                                              | Margherita           | Margherita           | Margherita                                 | Margherita                                 | Margherita                                 | Margherita                                 |                                            |                                            | Anna ∞Rostislav Michajlovič     | Anna ∞Rostislav Michajlovič     | Anna ∞Rostislav Michajlovič                                                               | Anna ∞Rostislav Michajlovič     | Anna ∞Rostislav Michajlovič     | Anna ∞Rostislav Michajlovič     |                  |                  | Caterina                        | Caterina                        | Caterina                                         | Caterina                                         | Caterina                                         | Caterina                                         |                                                  |                                                  | Elisabetta ∞Enrico XIII di Baviera | Elisabetta ∞Enrico XIII di Baviera | Elisabetta ∞Enrico XIII di Baviera | Elisabetta ∞Enrico XIII di Baviera | Elisabetta ∞Enrico XIII di Baviera | Elisabetta ∞Enrico XIII di Baviera |  |  | Costanza ∞Leone Danilovič | Costanza ∞Leone Danilovič | Costanza ∞Leone Danilovič | Costanza ∞Leone Danilovič | Costanza ∞Leone Danilovič | Costanza ∞Leone Danilovič |  |  |  |  |  |  |  |  |  |  |  |  |  |  |  |  |  |  |  |  |  |  |  |  |  |  |  |  |  |  |  |  |  |  |  |  |  |  |  |  |
| Santa Kinga ∞Boleslao V di Cracovia | Santa Kinga ∞Boleslao V di Cracovia | Santa Kinga ∞Boleslao V di Cracovia          | Santa Kinga ∞Boleslao V di Cracovia          | Santa Kinga ∞Boleslao V di Cracovia          | Santa Kinga ∞Boleslao V di Cracovia          |                                              |                                              | Margherita           | Margherita           | Margherita                                 | Margherita                                 | Margherita                                 | Margherita                                 |                                            |                                            | Anna ∞Rostislav Michajlovič     | Anna ∞Rostislav Michajlovič     | Anna ∞Rostislav Michajlovič                                                               | Anna ∞Rostislav Michajlovič     | Anna ∞Rostislav Michajlovič     | Anna ∞Rostislav Michajlovič     |                  |                  | Caterina                        | Caterina                        | Caterina                                         | Caterina                                         | Caterina                                         | Caterina                                         |                                                  |                                                  | Elisabetta ∞Enrico XIII di Baviera | Elisabetta ∞Enrico XIII di Baviera | Elisabetta ∞Enrico XIII di Baviera | Elisabetta ∞Enrico XIII di Baviera | Elisabetta ∞Enrico XIII di Baviera | Elisabetta ∞Enrico XIII di Baviera |  |  | Costanza ∞Leone Danilovič | Costanza ∞Leone Danilovič | Costanza ∞Leone Danilovič | Costanza ∞Leone Danilovič | Costanza ∞Leone Danilovič | Costanza ∞Leone Danilovič |  |  |  |  |  |  |  |  |  |  |  |  |  |  |  |  |  |  |  |  |  |  |  |  |  |  |  |  |  |  |  |  |  |  |  |  |  |  |  |  |
|                                     |                                     |                                              |                                              |                                              |                                              |                                              |                                              |                      |                      |                                            |                                            |                                            |                                            |                                            |                                            |                                 |                                 |                                                                                           |                                 |                                 |                                 |                  |                  |                                 |                                 |                                                  |                                                  |                                                  |                                                  |                                                  |                                                  |                                    |                                    |                                    |                                    |                                    |                                    |  |  |                           |                           |                           |                           |                           |                           |  |  |  |  |  |  |  |  |  |  |  |  |  |  |  |  |  |  |  |  |  |  |  |  |  |  |  |  |  |  |  |  |  |  |  |  |  |  |  |  |
|                                     |                                     |                                              |                                              |                                              |                                              |                                              |                                              |                      |                      |                                            |                                            |                                            |                                            |                                            |                                            |                                 |                                 |                                                                                           |                                 |                                 |                                 |                  |                  |                                 |                                 |                                                  |                                                  |                                                  |                                                  |                                                  |                                                  |                                    |                                    |                                    |                                    |                                    |                                    |  |  |                           |                           |                           |                           |                           |                           |  |  |  |  |  |  |  |  |  |  |  |  |  |  |  |  |  |  |  |  |  |  |  |  |  |  |  |  |  |  |  |  |  |  |  |  |  |  |  |  |
|                                     |                                     | Beata Iolanda ∞Boleslao della Grande Polonia | Beata Iolanda ∞Boleslao della Grande Polonia | Beata Iolanda ∞Boleslao della Grande Polonia | Beata Iolanda ∞Boleslao della Grande Polonia | Beata Iolanda ∞Boleslao della Grande Polonia | Beata Iolanda ∞Boleslao della Grande Polonia |                      |                      | Stefano V d'Ungheria ∞Elisabetta la Cumana | Stefano V d'Ungheria ∞Elisabetta la Cumana | Stefano V d'Ungheria ∞Elisabetta la Cumana | Stefano V d'Ungheria ∞Elisabetta la Cumana | Stefano V d'Ungheria ∞Elisabetta la Cumana | Stefano V d'Ungheria ∞Elisabetta la Cumana |                                 |                                 | Santa Margherita                                                                          | Santa Margherita                | Santa Margherita                | Santa Margherita                | Santa Margherita | Santa Margherita |                                 |                                 | Béla, duca di Slavonia ∞Cunegonda di Brandeburgo | Béla, duca di Slavonia ∞Cunegonda di Brandeburgo | Béla, duca di Slavonia ∞Cunegonda di Brandeburgo | Béla, duca di Slavonia ∞Cunegonda di Brandeburgo | Béla, duca di Slavonia ∞Cunegonda di Brandeburgo | Béla, duca di Slavonia ∞Cunegonda di Brandeburgo |                                    |                                    |                                    |                                    |                                    |                                    |  |  |                           |                           |                           |                           |                           |                           |  |  |  |  |  |  |  |  |  |  |  |  |  |  |  |  |  |  |  |  |  |  |  |  |  |  |  |  |  |  |  |  |  |  |  |  |  |  |  |  |

## Rilevanza storica

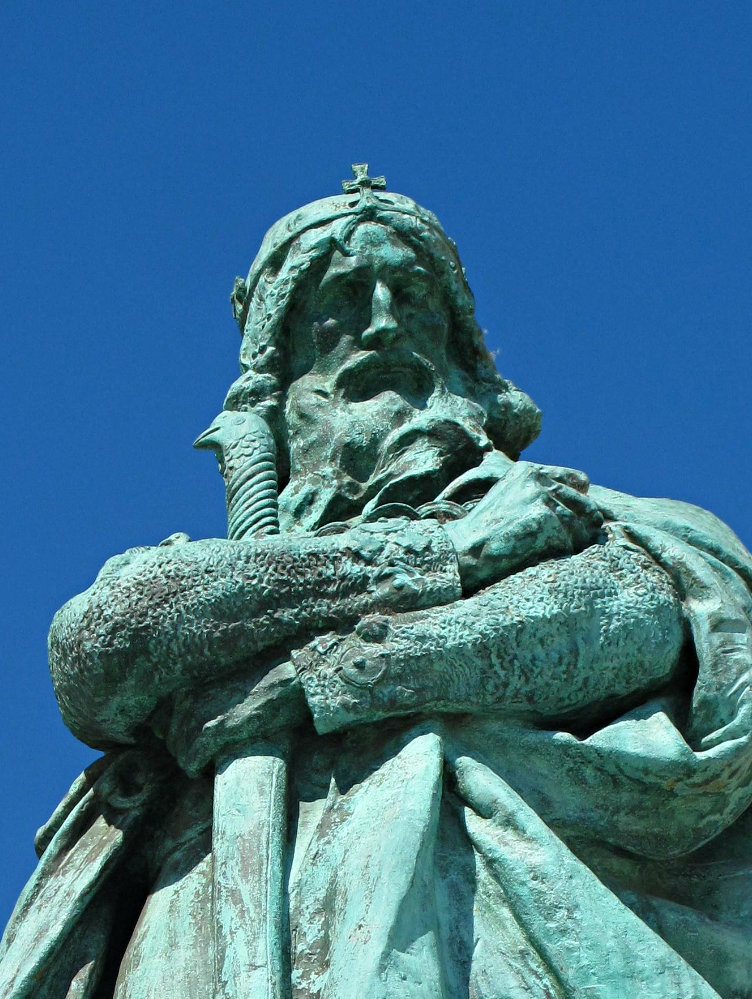
Statua di Béla a Piazza degli Eroi, Budapest

Lo storico britannico Bryan Cartledge scrive che Béla «riorganizzò la struttura del governo, ristabilì lo Stato di diritto, ripopoli una campagna devastata, incoraggiò la crescita degli agglomerati urbani, creò la nuova città reale di Buda e rianimò la vita commerciale del paese durante i suoi oltre tre decenni di regno»; per questo motivo, i posteri gli attribuirono la capacità di aver garantito la sopravvivenza dell'Ungheria all'invasione mongola. Dal canto suo, la Chronica Picta descrive Béla come «un uomo di pace, malgrado poco fortunato al comando degli eserciti e nelle battaglie», un riferimento questo alla sconfitta patita nella battaglia di Kressenbrunn. La stessa cronaca conserva l'epigramma che fu successivamente riportato in calce sulla sua tomba:
il re, il duca e la regina, che si godono una triplice gioia.

Fino a quando si estenderà il tuo potere, re Béla,

la malvagità si diraderà, la pace fiorirà, la virtù regnerà.»
(Chronica Picta)

### Fonti primarie
- Epistola super destructione Regni Hungariae per Tartaros facta, in Anonymus and Master Roger, traduzione di János M. Bak, CEU Press, 2010, ISBN 978-963-9776-95-1.
- Dezső Dercsényi, Leslie S. Domonkos (a cura di), Chronica Picta, Corvina, Taplinger Publishing, 1970, ISBN 0-8008-4015-1.
- The Hypatian Codex II: The Galician-Volynian Chronicle, traduzione di George A. Perfecky, Wilhelm Fink Verlag, 1973, LCCN 72-79463.
- Leslie S. Domonkos, The Laws of the Medieval Kingdom of Hungary, 1000-1301, traduzione di János M. Bak, György Bónis e James Ross Sweeney, 2ª ed., Charles Schlacks, Jr. Publishers, 1999,  pp. 1-11, ISBN 1-884445-29-2.

### Fonti secondarie
- (HU) Tibor Almási, IV. Béla; Gertrúd, in Gyula Kristó, Pál Engel e Ferenc Makk, Korai magyar történeti lexikon (9-14. század) [Enciclopedia dell'Antica Storia Ungherese (IX-XIV secolo)], Akadémiai Kiadó, 1994,  pp. 92-93, 234, ISBN 963-05-6722-9.
- (EN) Attila Bárány, The Expansion of the Kingdom of Hungary in the Middle Ages (1000-1490), in Nora Berend, The Expansion of Central Europe in the Middle Ages, Ashgate Variorum, 2012,  pp. 333-380, ISBN 978-1-4094-2245-7.
- (EN) Július Bartl, Dušan Škvarna, Viliam Čičaj e Mária Kohútova, Slovak History: Chronology & Lexicon, Wauconda, Bolchazy-Carducci Publishers, 2002, ISBN 978-08-65-16444-4.
- (EN) Bryan Cartledge, The Will to Survive: A History of Hungary, C. Hurst & Co, 2011, ISBN 978-1-84904-112-6.
- (EN) Florin Curta, Southeastern Europe in the Middle Ages, 500-1250, Cambridge, Cambridge University Press, 2006, ISBN 978-0-511-81563-8.
- (EN) Pál Engel, The Realm of St Stephen: A History of Medieval Hungary, 895-1526, I.B. Tauris Publishers, 2001, ISBN 1-86064-061-3.
- (HU) Géza Érszegi e László Solymosi, Az Árpádok királysága, 1000-1301 [La Monarchia degli Arpadi, 1000-1301], in László Solymosi, Magyarország történeti kronológiája, I: a kezdetektől 1526-ig [Cronologia Storica dell'Ungheria, Volume I: Dalle Origini al 1526], Akadémiai Kiadó, 1981,  pp. 79-187, ISBN 963-05-2661-1.
- (EN) John Van Antwerp Jr. Fine, The Late Medieval Balkans: A Critical Survey from the Late Twelfth Century to the Ottoman Conquest, The University of Michigan Press, 1994, ISBN 0-472-08260-4.
- (EN) Gábor Klaniczay, Holy Rulers and Blessed Princes: Dynastic Cults in Medieval Central Europe, Cambridge University Press, ISBN 0-521-42018-0.
- (EN) László Kontler, Millennium in Central Europe: A History of Hungary, Atlantisz Publishing House, 1999, ISBN 963-9165-37-9.
- (HU) Gyula Kristó e Ferenc Makk, Az Árpád-ház uralkodói [Sovrani della casata degli Arpadi], I.P.C. Könyvek, 1996, ISBN 963-7930-97-3.
- (HU) Gyula Kristó, Háborúk és hadviselés az Árpádok korában [Guerre e Tattiche nell'Epoca degli Arpadi], Szukits Könyvkiadó, 2003, ISBN 963-9441-87-2.
- (EN) Branka Magaš, Croatia Through History, SAQI, 2007, ISBN 978-0-86356-775-9.
- (EN) László Makkai, Transformation into a Western-type state, 1196-1301, in Peter F. Sugar, Péter Hanák e Tibor Frank, A History of Hungary, Indiana University Press, 1994a,  pp. 23-33, ISBN 963-7081-01-1.
- (EN) László Makkai, The Emergence of the Estates (1172-1526), in Béla Köpeczi, Gábor Barta, István Bóna e László Makkai, History of Transylvania, Akadémiai Kiadó, 1994b,  pp. 178-243, ISBN 963-05-6703-2.
- (EN) Miklós Molnár, A Concise History of Hungary, Cambridge University Press, 2001, ISBN 978-0-521-66736-4.
- Adriano Papo e Gizella Nemeth Papo, Storia e cultura dell'Ungheria: dalla preistoria del bacino carpatodanubiano all'Ungheria dei giorni nostri, Rubbettino, 2000, ISBN 978-88-72-84988-0.
- (EN) Tudor Sălăgean, Regnum Transilvanum. The assertion of the Congregational Regime, in Ioan-Aurel Pop e Thomas Nägler, The History of Transylvania, I. (Until 1541), Romanian Cultural Institute (Center for Transylvanian Studies), 2005,  pp. 233-246, ISBN 973-7784-00-6.
- (EN) Marcus Tanner, Croatia: A Nation Forged in War, Yale University Press, 2010, ISBN 978-0-300-17159-4.
- (EN) Josef Žemlička, The Realm of Přemysl Ottokar II and Wenceslas II, in Jaroslav Pánek e Oldřich Tůma, A History of the Czech Lands, Charles University in Prague, Karolinum Press, 2019,  pp. 111-122, ISBN 978-80-246-2227-9.
- (HU) Attila Zsoldos, Családi ügy: IV. Béla és István ifjabb király viszálya az 1260-as években [Una diatriba familiare: Il conflitto tra Béla IV e il rex iunior Stefano negli anni 1260], História, MTA Történettudományi Intézete, 2007, ISBN 978-963-9627-15-4.